# Imperador do Haiti
Imperador do Haiti foi um título imperial do governante do Império do Haiti. A partir de sua independência em 1804, o título evoluiu para uma Monarquia Eletiva que não foi bem sucedida até a queda do primeiro império em 1806.